# KLIK! Amsterdam Animatie Festival
KLIK Amsterdam Animatie Festival is een jaarlijks terugkerend festival voor korte animatiefilms in Amsterdam. Het evenement bestaat sinds 2007.

## Organisatie en doelstelling
Het festival heeft twee competities voor korte animatiefilm: de internationale studentencompetitie voor afstudeerfilms en de internationale open competitie voor films onder twintig minuten. Ook worden er prijzen uitgereikt voor politiek geëngageerde animatiefilm, animatiewerk in opdracht, geanimeerde muziekvideo, geanimeerde documentaire, animatiefilm uit een opkomend animatieland, en voice-overs in een opdrachtfilm. Daarnaast introduceerde het festival in 2015 zes nieuwe prijzen, de KLIK NL Awards, gericht op Nederlandse producties, waarin een bijzonder aspect van een productie wordt uitgelicht: Craftsmanship, Bravery, Good Looks, Ingenuity, Emotional Impact en Massive Laughs. Naast animatiefilms is er op KLIK Amsterdam ook aandacht voor aan animatie verwante kunstvormen, zoals strips en games.
KLIK is een stichting met de wens animatie, in de breedste zin van het woord, op plezierige wijze toegankelijk te maken voor een groot publiek en daarmee de emancipatie van animatie als volwaardig medium te stimuleren. Met dit doel organiseert KLIK jaarlijks een internationaal animatiefestival in Amsterdam.

## Geschiedenis
KLIK Amsterdam komt voort uit het Vlaamse KLIT! Multimedia Festival, dat plaatsvond in 2004 en 2005, georganiseerd door studenten van de opleiding animatiefilm aan de Koninklijke Academie voor Schone Kunsten in Gent om hun werk en dat van medestudenten uit andere disciplines een podium te geven. In 2007 werd er voor het eerst het KLIT! Amsterdam Animatie Festival georganiseerd. In 2008 werd de naam veranderd naar KLIK!.

### Oprichtingsjaar
KLIK Amsterdam Animatie Festival zag het licht in 2007. Het festival duurde één dag en had vertoningen op drie locaties in Amsterdam-West: Het Ketelhuis, De Nieuwe Anita en Filmhuis Cavia. Er werden 80 internationale films vertoond en het bezoekersaantal lag rond de 250. Bijzondere gasten waren striptekenaar Erik Kriek en animator Greg Lawson.

### Latere jaren
In 2008 verhuisde het festival naar filmtheater Kriterion in Amsterdam-Centrum. Met ruim 200 vertoonde films en 2800 verkochte kaarten over drie dagen, maakte het festival een flinke groei door. In 2009 vond KLIK Amsterdam plaats van 17 tot en met 20 september in filmtheater Kriterion, De Balie, De Uitkijk en de Chiellerie. Ook in de jaren daarna deed Kriterion mee aan het festival. Vanaf 2012 vindt het festival plaats in EYE Filmmuseum te Amsterdam en is het inmiddels uitgegroeid tot zesdaags festival.